# Liv-Kjersti Bergman
Liv-Kjersti Bergman (* 20. März 1979 in Bergen; gebürtig Liv-Kjersti Eikeland) ist eine ehemalige norwegische Biathletin.
Liv-Kjersti Eikeland startete für Hålandsdal, wurde von Geir Ole Steinslett trainiert und war seit 2007 Mitglied in der norwegischen Biathlon-Auswahl. Sie debütierte 1999 beim Weltcup in Oberhof. Ihre erste Top-10-Platzierung war der 7. Platz im Sprint in Oslo 2004. Ihr erster Podestplatz und zugleich ihre beste Platzierung im Weltcup war der zweite Platz beim Saisonauftakt in Östersund im Einzelrennen.
Eikeland startete erstmals bei einer Weltmeisterschaft 2005. Sie belegte im Einzel Platz 16 und in der Staffel den 5. Platz. 2007 wurde Eikeland 30. im Einzel und 2009 11. mit der Staffel. Sie nahm an den Olympischen Winterspielen 2010 teil. Ihre besten Resultate waren der 70. Platz im Sprint und im Einzel. Mit der Staffel belegte sie Rang 4.
Liv-Kjersti Eikeland lebt in Lillehammer. Sie ist seit August 2010 mit Carl Johan Bergman verheiratet. Liv Grete Skjelbreid und Ann-Elen Skjelbreid sind ihre Cousinen.

## Biathlon-Weltcup-Platzierungen
Die Tabelle zeigt alle Platzierungen (je nach Austragungsjahr einschließlich Olympische Spiele und Weltmeisterschaften).
- 1.–3. Platz: Anzahl der Podiumsplatzierungen
- Top 10: Anzahl der Platzierungen unter den ersten zehn (einschließlich Podium)
- Punkteränge: Anzahl der Platzierungen innerhalb der Punkteränge (einschließlich Podium und Top 10)
- Starts: Anzahl gelaufener Rennen in der jeweiligen Disziplin
- Staffel: inklusive Mixed- und Single-Mixed-Staffeln

| Platzierung | Einzel | Sprint | Verfolgung | Massenstart | Staffel | Gesamt |
| ----------- | ------ | ------ | ---------- | ----------- | ------- | ------ |
| 1. Platz    |        |        |            |             | 1       | 1      |
| 2. Platz    | 1      |        |            |             |         | 1      |
| 3. Platz    |        |        |            |             | 2       | 2      |
| Top 10      | 1      | 1      |            |             | 15      | 17     |
| Punkteränge | 9      | 9      | 8          | 1           | 16      | 43     |
| Starts      | 17     | 53     | 27         | 1           | 16      | 114    |